# 김민부
김민부(金敏夫, 1941년 ~ 1972년)는 부산 출신의 시조 시인이다.